# هارتموت رود
هارتموت رود (بالألمانية: Hartmut Rohde)‏ هو عازف كمان ‏ ألماني، ولد في 28 أبريل 1966 في هيلدسهايم في ألمانيا.

## وصلات خارجية
- هارتموت رود على موقع ميوزك برينز (الإنجليزية)
- هارتموت رود على موقع أول ميوزيك (الإنجليزية)
- هارتموت رود على موقع ديسكوغز (الإنجليزية)